# 添御県坐神社 (奈良市三碓町)

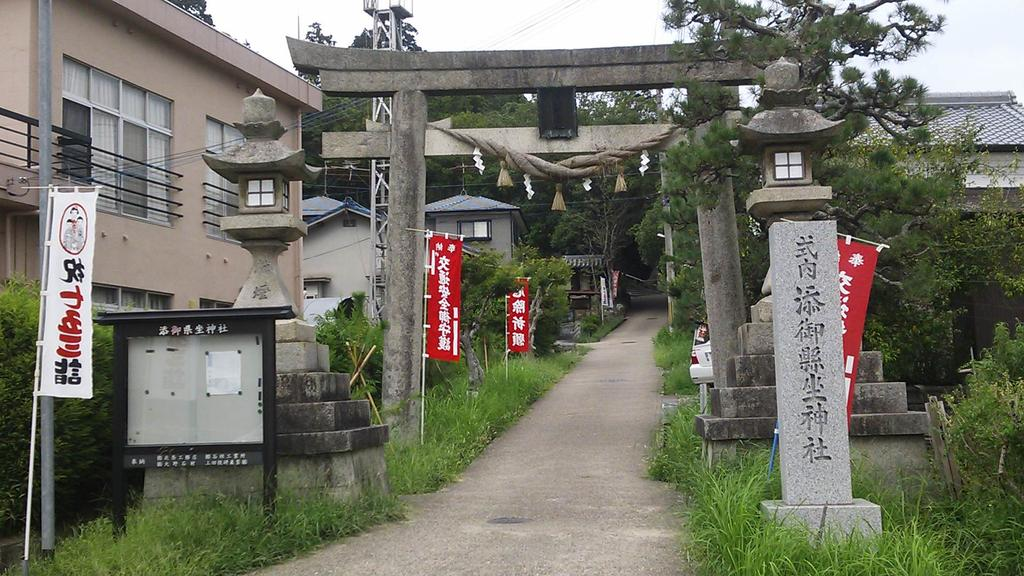
一の鳥居

添御県坐神社（そうのみあがたにいますじんじゃ）は、奈良県奈良市三碓（みつがらす）三丁目にある神社である。式内大社論社。大和国に6つある御縣神社の1つである。

## 祭神
現在の祭神は以下の3座である。
- 建速須佐ノ男命
- 武乳速之命
- 櫛稲田姫之命

武乳速之命は天児屋命の別名とされ、『新撰姓氏録』では津速魂命（中臣氏の祖）の子で添県主の祖とされる。一説によると祭神のうち武乳速之命の実名は、富雄川中域を治めていた首長である長髄彦であるという。

## 歴史

### 概史
創始年代は明らかではないが、恐らく添御縣の国魂神を添縣主（姓氏録・旧事本紀に津速魂命男武乳遺命の裔）が祀っていたものであるとされる。また、当社鎮座地付近は古代豪族である小野氏が治める村里であったとされ、小野氏の氏神として祭祀されたものともされる。史料での初見は、天平2年（730年）の『大和国正税帳』で「添御県　神戸　稲152束8把、租20束、合172束8把」と記載されている。『延喜式神名帳』では大社に列しており、月次・新嘗の奉幣に預ると記されている。江戸期は牛頭天王社と称されていた。
古老の口伝には、武乳速之命は大和の先住民の首長・長髄彦で、神武東征による大和平定の際に、捲土重来を期して蜂起を図る先住民を説き伏せた上自害し、これを惜しんだ遺民が当地にその霊を祀ったのが鎮座の起源という。しかし明治時代以降、神武天皇敬仰の風潮の中で本名を表出することを憚り改称したという。

### 神階
- 天安3年（859年）1月27日、従五位下から従五位上 （『日本三代実録』）- 表記は「添御縣神」。

## 文化財

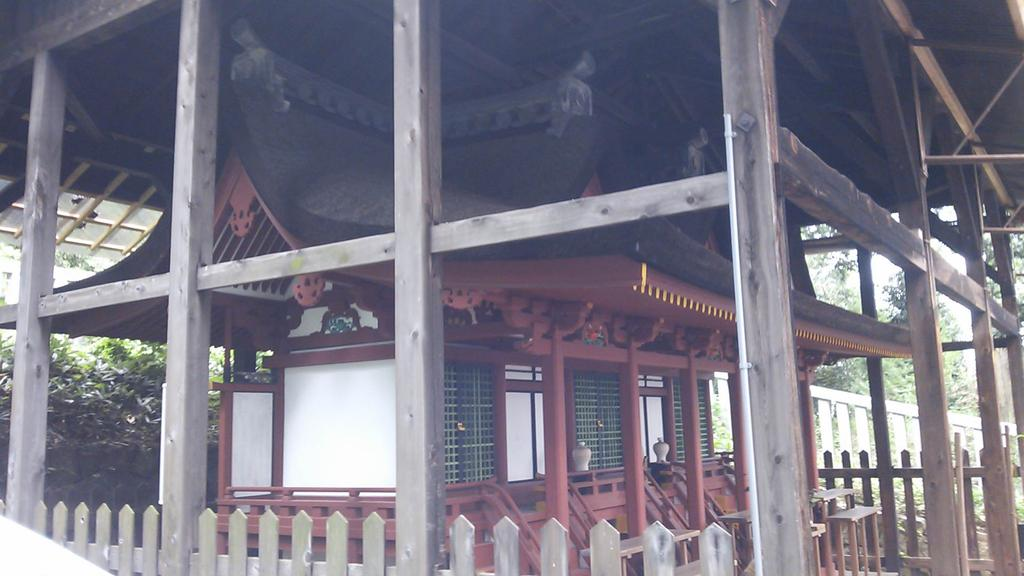
本殿（重要文化財）

### 重要文化財（国指定）
- 本殿 - 永徳3年（1383年）の建立。明治40年（1907年）指定[4]

## 境内社

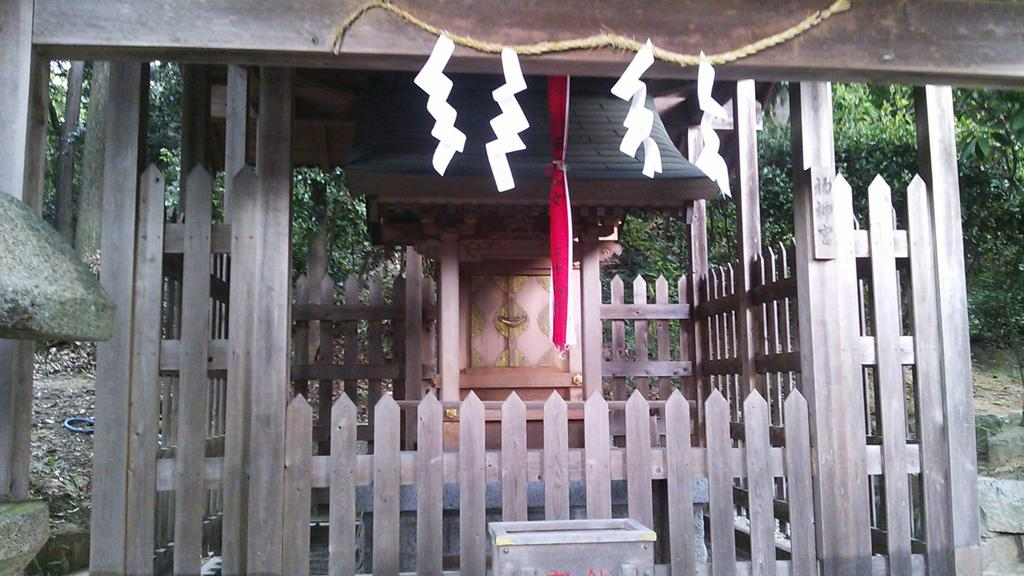
福神宮

- 福神宮：小野福麿公を祀る。
- 英霊殿
- 恵比須神社
- 天之香具山神社
- 竜王神社